# Brañaverniza
Brañaverniza es una aldea española de la parroquia de Trevías, perteneciente al concejo de Valdés, en Asturias.

## Historia
Hacia mediados del siglo XIX, Brañaverniza, un lugar ya por entonces perteneciente a la parroquia de Trevías del municipio de Valdés, tenía contabilizada una población de 31 habitantes. Aparece descrito en el cuarto volumen del Diccionario geográfico-estadístico-histórico de España y sus posesiones de Ultramar de Pascual Madoz con las siguientes palabras:

BRAÑAVERNIZA: l. en la prov. de Oviedo, ayunt. de Veldés y felig. de San Miguel de Trevias (V.). pobl. 6 vec. 31 almas.
(Madoz, 1846, p. 433)

En 2024, la entidad singular de población de Brañaverniza, encuadrada dentro de la entidad colectiva de Trevías, tenía empadronados 2 habitantes, ambos en diseminado.